# Keep the Faith (Tako Gacsecsiladze-dal)
A Keep the Faith (magyarul: Őrizd meg a hitet!) a grúz Tamara Gachechiladze dala, mellyel Grúziát képviselte a 2017-es Eurovíziós Dalfesztiválon, Kijevben. A dal a GPB közszolgálati televízió dalválasztó műsorában nyerte el az eurovíziós indulás jogát.

## Eurovíziós Dalfesztivál
A dalt az Eurovíziós Dalfesztiválon a május 9-i első elődöntőben adta elő, fellépési sorrendben másodikként a Svédországot képviselő Robin Bengtsson I Can’t Go On című dala után és az Ausztráliát képviselő Isaiah Don’t Come Easy című dala előtt. Az elődöntőben a tizenegyedik helyen végzett, így nem jutott tovább a május 13-i döntőbe.
A következő grúz induló az Ethno-Jazz Band Iriao For You című dala volt a 2018-as Eurovíziós Dalfesztiválon.